# Alfonso Navarro Perona
Alfonso Navarro Perona (Gavá, Barcelona, España, 9 de abril de 1928-Viladecans, Barcelona,  España, 10 de agosto de 1969) fue un exfutbolista español que se desempeñaba como delantero. Es el hermano del también futbolista Joaquín Navarro Perona.
El 11 de septiembre de 1949, anotó 5 goles en la victoria del Barcelona sobre el Gimnástic de Tarragona por 10-1.

## Clubes
| Club                  | País   | Año       |
| --------------------- | ------ | --------- |
| FC Barcelona          | España | 1946-1950 |
| Real Madrid           | España | 1950-1951 |
| Real Valladolid       | España | 1951-1952 |
| UE Lleida             | España | 1952-1953 |
| Club Atlético Osasuna | España | 1953-1954 |
| FC Barcelona          | España | 1954-1956 |
| Club Deportivo Condal | España | 1956-1957 |